# Alasch Khan
Alasch Khan (oder Alatscha) ist in der Mythologie der Kasachen deren erster Herrscher. Der Mythos ist in verschiedenen Versionen überliefert und erklärt meist auch die Existenz der drei kasachischen Horden (Schüs).

## Versionen der Geschichte
In der von Schoqan Uälichanuly überlieferten Version ist Alatscha der Sohn des Königs Abdulla. Der König verstößt seinen Sohn, nachdem dieser an Lepra erkrankt. Gleichzeitig verlassen viele Bürger das von Hunger und Abdullas Grausamkeit geplagte Königreich und beginnen in Karakum und einer weiteren Wüste ein Nomadenleben, sie sind nun die Kasachen. Viele Jahre später erscheint in einer Zeit der Not ein weiser Mann names Alatsch. Die Kasachen ernennen ihn zu ihren Ahnvater und Richter, und, auf seinen Rat hin, den verstoßenen Alatscha zum Khan. Schließlich können Alatscha, Alatch, und die dreihundert Kasachen auch Abdulla dazu bringen, sie anzuerkennen.
N. I. Grodekow unterscheidet einen Herrscher namens Alasch von einem Alasch Khan. Letzterer sendet drei Einheiten usbekischer Reiter, die Junggesellen sind, als Wächter in eine Grenzregion. Sie töten dreihundert Umherschweifer und zeugen mit deren Frauen Nachkommen. Die Kasachen sind nun viele und reich, sie verbreiten sich auf drei Gebiete. Diese werden von den drei Söhnen Alasch Khans regiert und zu den drei Horden der Kasachen.
Bei Grigori Nikolajewitsch Potanin ist Kotan der Ahnvater der Kasachen. Er lebt unter einem Khan, der erst mit seiner zweiten Frau einen Sohn hat. Da dieser Muttermale hat, überredet sie den Khan, seinen Sohn in einer Kiste im Meer auszusetzen. Am anderen Ufer des Meers wird der Sohn gefunden, aufgezogen, und zu einem erfolgreichen Krieger. Der Vater möchte ihn sehen und entsendet nacheinander drei Trupps von hundert Männern, die jeweils von einem Sohn Kotans angeführt werden. Alle dreihundert lernen jedoch das freie Leben des Kahnssohns zu schätzen und bleiben bei ihm. Sie ziehen plündernd durch die Steppe und heiraten Frauen aus verschiedenen Völkern. Als ihren Anführer wählen sie den Kahnsson. Sie erheben ihn auf eine gestreifte Webdecke (alatscha) und nennen ihn danach Alascha Khan oder Alatscha Khan. Aus den drei Trupps entwickeln sich die drei Schüs.
Ein Ethnograph, dessen Name als Mashkhur Zhusup Kupeev ins Englische transkribiert wird, überliefert eine ähnliche Geschichte. In dieser nimmt der lahme Mayqï biy den Sohn des Khans in seine Obhut. Mit einer Eskorte von hundert Mann schickt er ihn nach Saryarka, wo ein Wahrsager erkennt, dass er ein Herrscher werden wird. Der König schickt nun hundert junge Männer nach seinem Sohn, die sich ihm jedoch anschließen. Auch der nächste Trupp, bestehend aus hundert jungen Männern und dreizehn Ältesten, erliegt der Verlockung des freien Lebens in der Steppe. Auf dem Berg Ulytau krönen die 313 den Sohn zu ihrem Kahn, indem sie ihn auf einen Teppich (alasch) setzen. Aus den drei Trupps werden die drei Schüs, die die drei militärische Aufgaben Versorgung, Verteidigung des Khans und Angriff übernehmen.
Der russische Ethnologe Alexei Iraklijewitsch Ljowschin (russisch Алексей Ираклиевич Лёвшин, wiss. Transliteration Aleksej Iraklievič Lëvšin) hielt 1832 eine mündliche Überlieferungen des Mythos fest. In dieser gehörten die Kasachen zunächst zu den sibirischen Tataren. Sie trennten sich von diesen und wurden von einer Reihe von Sultanen regiert, unter denen schließlich ein Alatscha die Oberhand gewinnt und mit dreihundert Männern Buxoro angreift. Er wird gefangen genommen und siedelt sich mit den anderen Überlebenden in Turkestan an. Nach seinem Tod behalten sie ihre Aufteilung in drei Trupps bei, die den drei Schüs entsprechen.

## Historischer Hintergrund
Ein Mythos der Kimek ähnelt dem von Alasch Khan. Es gab verschiedene Herrscher, die als historisches Vorbild für Alasch Khan in Frage kommen.

## Politik
Der kasachischen Autonomieregierung Alasch Orda (1917–1920) nahestehende Gelehrte hielten die Ahnenlisten, die traditionell auswendig gelernt und mündlich weitergegeben wurden, schriftlich fest. Sie griffen dabei in verschiedener Form auf das Wort Alasch und den umgebenden Mythos zurück. Mindestens einer erklärte Alasch Khan zum gemeinsamen Stammvater aller Kasachen.
Die von 1972 bis 1980 veröffentlichte Kasachische Sowjetenzyklopädie (vgl. Große Sowjetische Enzyklopädie) gibt die offizielle Interpretation des Mythos durch die Sowjetunion wieder: Nach dieser vereinte Alasch Khan die verschiedenen Völker der „kiptschakischen Steppe“
(gemeint ist womöglich das weite Teile der eurasischen Steppe umfassende kiptschakisch-kumanische Großreich).